# Alnilam
Alnilam (ε Ori / ε Orionis / Epsilon Orionis) è una stella appartenente alla costellazione di Orione. Alnilam ha una magnitudine apparente di +1,69, che ne fa la ventinovesima stella più brillante del cielo e la quarta stella in ordine di luminosità della costellazione di Orione dopo Rigel, Betelgeuse e Bellatrix. Si tratta di una stella supergigante blu molto calda e molto luminosa.

## Osservazione

La Costellazione di Orione. Alnilam è la stella situata al centro della Cintura di Orione.

Alnilam è una delle tre stelle che compongono la Cintura di Orione, al centro della costellazione di Orione, essendo le altre due Alnitak e Mintaka. In particolare Alnilam è la stella centrale della Cintura, mentre Mintaka è osservabile a poco meno di 2° a nord-ovest da essa e Alnitak a poco meno di 2° a sud-est. La Cintura di Orione, che nella rappresentazione mitologica della costellazione raffigura appunto la cintura del gigante Orione, è uno dei più famosi asterismi del cielo: la luminosità delle sue componenti e la loro caratteristica disposizione in una fila che va da sud-est a nord-ovest la rende facilmente individuabile.
Posta poco più di 1° sotto l'equatore celeste, Alnilam, pur essendo una stella dell'emisfero australe, è visibile da quasi tutte le latitudini, risultando non osservabile solo al polo nord e nelle regioni immediatamente circostanti. Essa appare molto bassa all'orizzonte nelle regioni artiche e antartiche mentre mano a mano che si procede verso l'equatore essa appare sempre più alta nel cielo. Questa posizione, d'altra parte, rende Alnilam circumpolare solo nelle immediate vicinanze del polo sud: al polo sud, infatti, questa stella, pur essendo bassissima sull'orizzonte (1° sopra), non tramonta mai, compiendo un giro completo durante la giornata tenendosi appena sopra di esso.
Il periodo più propizio per la sua osservazione nel cielo serale va da novembre a maggio.

## Ambiente galattico
Alnilam fa parte dell'associazione OB Orion OB1, una delle associazioni OB meglio conosciute e studiate della volta celeste. Si tratta di una vastissima associazione cui appartengono almeno 10.000 stelle. Fra queste ci sono alcune stelle particolarmente massicce: si calcola che a Orion OB1 appartenevano originariamente circa 30-100 stelle con una massa maggiore di 8 M☉. 10-20 di queste stelle sono già esplose in supernovae, dando vita ad ulteriori episodi di formazione stellare.
Orion OB1 viene suddivisa in vari sottogruppi: Alnilam farebbe parte, assieme alle due altre stelle brillanti della Cintura e alle stelle di colore azzurro di quarta e quinta magnitudine nelle loro vicinanze, al sottogruppo OB1b. Si stima che tale sottogruppo abbia un'età compresa fra gli 1,7 e gli 8 milioni di anni e che disti da noi circa 400 parsec.
Alnilam è posta in un ambiente molto ricco di nubi interstellari, facenti parte del Complesso di Orione, uno dei complessi nebulosi in assoluto più studiati. In particolare Alnilam illumina la nebulosa a riflessione NGC 1990: essendo l'astro illuminante di colore azzurro e riflettendo la nebulosa la sua luce, essa assume questo stesso colore.

## Caratteristiche

### Caratteristiche fondamentali
Alnilam è classificata come stella di tipo B0 Iab. La classe spettrale B raduna stelle con un'alta temperatura superficiale, che conferisce a questi astri un colore azzurro. In particolare Alnilam, appartenendo alla sottoclasse 0, è fra le più calde stelle di classe B: la sua temperatura superficiale infatti raggiunge i 28.500 ± 1.000 K.

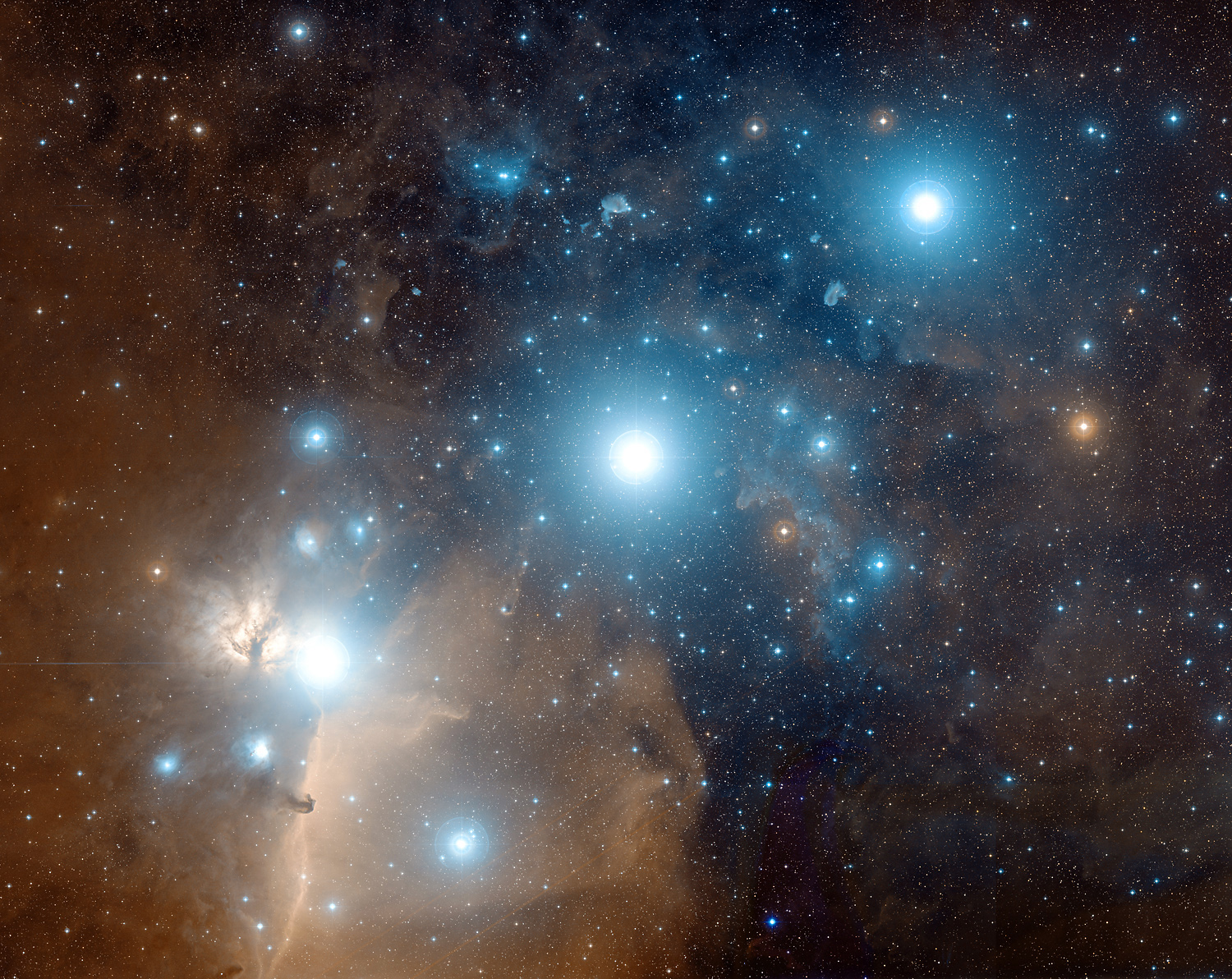
La Cintura di Orione. Alnilam è la stella al centro.

La classe MMK I raccoglie invece le stelle supergiganti. Si tratta di stelle molto massicce e molto luminose, aventi un avanzato stato evolutivo, che hanno notevolmente aumentato il loro volume. Tale classe è stata divisa in due sottoclassi contrassegnate come a e b: la prima raccoglie le supergiganti più luminose, la seconda quelle meno luminose. Alnilam si trova a metà strada fra le due sottoclassi e le è stata assegnata la sigla ab.
La distanza di Alnilam si dovrebbe aggirare intorno ai 400 pc in quanto questa è la distanza media delle stelle del sottogruppo di Orion OB1, a cui essa appartiene. Tuttavia la precisa distanza a cui Alnilam si trova non è conosciuta con precisione in quanto il metodo della parallasse ha un alto margine di errore a distanze simili. Il satellite Hipparcos in particolare ha calcolato una distanza di {\displaystyle 412_{-113}^{+246}} pc (circa 1.300 anni luce), mentre in un altro studio è riportato un valore di 500 pc (circa 1.600 anni luce).
L'incerta distanza di Alnilam si ripercuote sugli altri parametri fondamentali. Ad esempio, poiché la luminosità assoluta di una stella è ricavabile da quella apparente e dalla distanza, essa non è calcolabile con precisione. Supponendo che Alnilam si trovi fra i 1.300 e i 1.600 anni luce di distanza, essa ha una luminosità compresa fra i 315.000 e i 725.000 L☉. Buona parte di questa radiazione viene emessa nelle bande dell'ultravioletto. Questa luminosità fa di Alnilam una delle stelle più luminose conosciute.
Dalla temperatura superficiale e dalla luminosità assoluta di una stella è ricavabile il suo raggio. Non essendo tuttavia la luminosità assoluta di Alnilam conosciuta con precisione, non lo è nemmeno il raggio. Tuttavia è possibile combinare i risultati derivanti da temperatura superficiale e luminosità con quelli risultanti da misure dirette del diametro angolare (che è risultato essere 0,69 ± 0,04 mas) e distanza: sulla base di questi confronti si può presumere che il raggio di Alnilam sia 35 R☉.
C'è un discreto accordo fra le misurazioni dell'accelerazione di gravità: diverse misure hanno infatti dato valori intorno a logg = 3. Tale misura è importante perché, assieme alla stima del raggio, permette di formulare delle ipotesi sulla massa di Alnilam. Si presumeva che essa si aggirasse intorno a 20 volte quella del Sole. L'aggiornamento dei dati del satellite Hipparcos del 2007 la stella pare essere molto più lontana di quanto misurato in precedenza, di conseguenza anche i valori calcolati di massa e luminosità, sono stati rivisti al rialzo. Raul E. Puebla nel 2006, assumendo una distanza di 2000 anni luce, hanno stimato i valori più alti per questa stella: la massa risulta essere oltre 60 volte quella solare e la luminosità di 832000 L⊙, facendo di Alnilam la stella intrinsecamente più luminosa e massiccia entro 2000 anni luce dal Sole.
Stelle massicce come Alnilam bruciano molto velocemente il loro combustibile nucleare: essa sta probabilmente già esaurendo l'idrogeno contenuto nel suo nucleo e sta preparandosi a diventare una supergigante rossa. Data la sua massa e la sua fase evolutiva e data l'età dell'associazione stellare di cui fa parte, si può ipotizzare che Alnilam si sia formata circa 4 milioni di anni fa. In ragione della sua massa elevata, è destinata ad esplodere in una supernova di tipo II entro pochi milioni di anni.

Alnilam illumina i gas circostanti. Le stelle azzurre meno luminose che la circondano fanno anch'esse parte, come Alnilam, dell'associazione Orion OB1.

Le stelle massicce ruotano su se stesse molto velocemente, ma, uscendo dalla sequenza principale e aumentando il proprio volume, Alnilam ha perso molta velocità angolare a causa della legge di conservazione del momento angolare. Le misure di sin i × v (cioè della velocità di rotazione per il seno dell'inclinazione dell'asse di rotazione rispetto alla nostra linea di vista) variano da 65 km/s a 85 km/s. Tuttavia la maggior parte delle misure si concentrano intorno agli 80–85 km/s, quindi possiamo pensare che il valore sin i × v si aggiri intorno a questo ordine di misura. Poiché il valore di i non è conosciuto, non è possibile conoscere il periodo di rotazione. Se i=90°, cioè se l'asse di rotazione, è perpendicolare alla nostra linea di vista, allora sin i=1; dato un raggio presunto di 35 R☉, allora Alnilam compirebbe una rotazione su se stessa in 22 giorni. Se i è inferiore a 90°, il periodo di rotazione è inferiore.

### Vento stellare e variabilità
Com'è tipico delle supergiganti, Alnilam sta perdendo massa a livelli molto sostenuti tramite il vento stellare che si diparte da essa. Il vento stellare delle supergiganti blu, a differenza di quello delle supergiganti rosse, è di solito veloce. Alnilam non fa eccezione: le misure sulla velocità del vento stellare di Alnilam variano da 1.500 km/s a 2.200 km/s. Le stime circa la massa persa tramite questo vento, invece, variano da 1 a 3 × 10−6 M☉ all'anno. Tuttavia due misurazioni più recenti e precise hanno dato come risultato rispettivamente 2,4 e 1,9 milionesimi di massa solare all'anno. Non si tratta di valori eccezionali per una supergigante, ma molto elevati se raffrontati alla perdita di massa dovuta al vento solare nella nostra stella: il Sole perde infatti in un anno una massa circa 20 milioni di volte inferiore a quella perduta da Alnilam.
Alnilam è classificata come stella variabile con oscillazioni fino a 0,05 magnitudini. In particolare sono state osservate oscillazioni nelle linee spettrali dell'idrogeno: la linea Hα mostra variazioni con periodi nell'ordine della grandezza di giorni; in uno studio del 2004 il periodo dominante è stato identificato avere una lunghezza di 1,9 giorni. L'ipotesi più plausibile circa la causa di queste variazioni è che la superficie di Alnilam presenti fluttuazioni che danno origine a grandi strutture nel vento stellare dell'astro. Tuttavia le evidenze a favore di questa ipotesi non sono ancora decisive. Ci sono però indizi che vanno in questa direzione. Sulla base di una serie di osservazioni compiute nel 1999 mediante il Very Large Array sulla lunghezza d'onda dei 6 cm, un team di ricercatori belgi e inglesi ha individuato la presenza di grandi strutture nel vento stellare di Alnilam che si estendono fino a una distanza di 10 raggi stellari. Un altro team di ricercatori, sulla base di una serie di osservazioni compiute dall'osservatorio di La Silla in Cile nel 1998, ha potuto stabilire le curve di variabilità oltre che nella linea Hα, in quella Hβ, nonché nelle linee spettrali dell'elio, del silicio e del calcio: il ciclo di 1,9 giorni è presente, sebbene meno accentuato, anche nelle altre linee spettrali. Pur con molta cautela, il team ha avanzato l'ipotesi che le fluttuazioni siano dovute a pulsazioni non radiali che si propagano dall'atmosfera della stella al suo vento stellare.
Alnilam, come molte altre stelle di tipo O e B, è una fonte di raggi X. Nelle stelle comprese fra la classe spettrale O3 e quella A5 è riscontrabile una precisa relazione fra la luminosità assoluta e la quantità di raggi X emessa: in particolare, i raggi X costituiscono circa 1,4 ± 0,3 decimilionesimi della radiazione totale. Alnilam non fa eccezione e la quantità di raggi X di questa stella si avvicina a questa proporzione. Nessuna variabilità è stata riscontrata nel flusso di raggi X.
Lo spettro di Alnilam è relativamente semplice. La sua luce viene perciò usata per studiare il mezzo interstellare in quanto è abbastanza facile separare le righe dovute alla stella da quelle dovute al mezzo che ne assorbe la luce.

## Etimologia e significato culturale

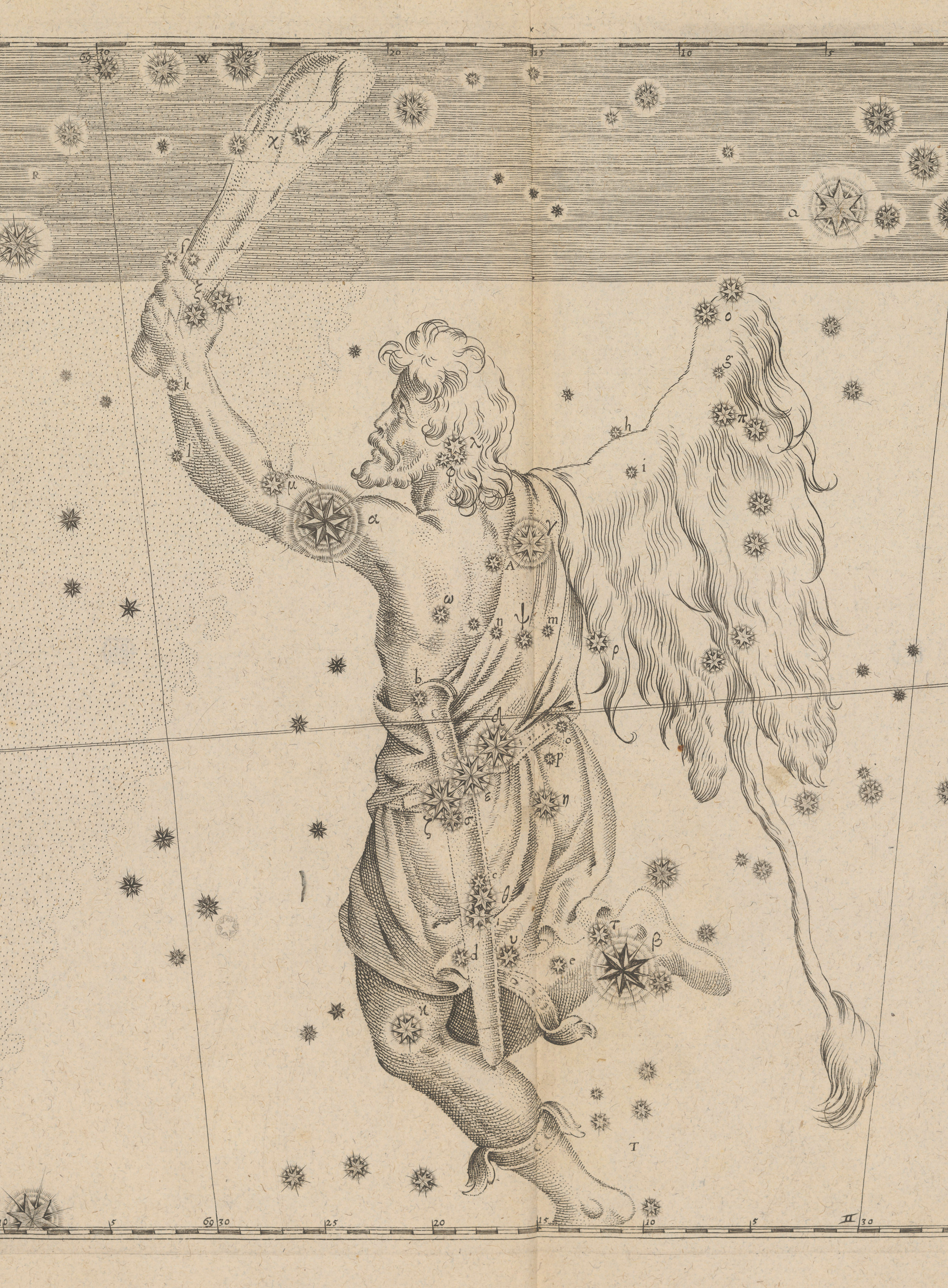
Una rappresentazione del gigante Orione tratta da Uranometria di Johann Bayer, 1603. Si notino le tre stelle che formano la Cintura.

Il nome proprio Alnilam deriva dall'arabo لنظام an-niżām, correlato al termine نظم nażm "fila di perle". Evidentemente il nome deriva da quello dell'intera Cintura di Orione, le cui tre stelle sono state considerate come grani di una collana di perle. Altre grafie del nome della stella sono Alnihan e Alnitam.

### La cintura di Orione
Le tre stelle della Cintura sono state nominate da nomi collettivi in molte culture. I nomi arabi includono Al Nijād 'la cintura', Al Nasak 'la linea' e Al Alkāt 'i grani d'oro'. Presso i cinesi erano conosciute come l'Asta della Bilancia con Peso, ove il peso era rappresentato dalle stelle che costituiscono la Spada di Orione. La Cintura costituiva anche una delle 28 Xiu (costellazioni cinesi), chiamata Tre stelle. È una delle costellazioni facente parte della regione della Tigre Bianca dell'Ovest.
Nella mitologia norrena la cintura era considerata come la canocchia di Frigg o di Freyja. Nella mitologia ugro-finnica, invece, le stelle della cintura rappresentavano la falce o la spada di Väinämöinen. Al contrario, di origine biblica sono i nomi di "Bastone di Giacobbe" o "Bastone di Pietro", così pure come quello di "I tre Re" o "I tre Magi".
Presso i clan di etnia Seri del nordovest del Messico le tre stelle erano conosciute collettivamente come "Hapj" (un nome che denota un cacciatore). Singolarmente invece esse venivano chiamate "Hap" (Cervo Mulo), "Haamoja" (Antilocapra) e "Mojet" (Bighorn). "Hap" è Alnilam ed è stata ferita dal cacciatore; il suo sangue è gocciolato sull'isola di Tiburón.